# Сушилов, Евгений Николаевич
Евгений Николаевич Сушилов (1939—2013) — советский хозяйственный, государственный и политический деятель.

## Биография
Родился в 1939 году в Соликамске. Член КПСС с 1965 года.
С 1956 года — на хозяйственной, общественной и политической работе. В 1956—1999 гг. — слесарь Соликамского калийного комбината, в Советской Армии, инженер, старший мастер, секретарь комитета ВЛКСМ, старший инженер, руководитель группы, начальник лаборатории Нижнетагильского металлургического комбината, заведующий отделом горкома КПСС, 1-й секретарь Ленинского райкома КПСС, 2-й, 1-й секретарь Нижнетагильского горкома КПСС, помощник председателя правления АКБ «Золото-Платина-банк».
Избирался депутатом Верховного Совета РСФСР 11-го созыва.
Умер в 2013 году в Нижнем Тагиле. Похоронен на Центральном кладбище.